# Bamra cazeti
Bamra cazeti là một loài bướm đêm trong họ Noctuidae.